# Exile (japanische Band)/Diskografie
Diese Diskografie ist eine Übersicht über die musikalischen Werke der 19-köpfigen japanischen Pop- und Tanzgruppe Exile. Den Schallplattenauszeichnungen zufolge hat sie bisher mehr als 66,5 Millionen Tonträger verkauft. Ihre erfolgreichsten Veröffentlichungen sind die Singles Lovers Again und The Generation: Futatsu no Kuchibiru mit je über 3,5 Millionen verkauften Einheiten.

## Alben

### Studioalben
| Jahr | Titel                              | Höchstplatzierung, Gesamtwochen, AuszeichnungChartsChartplatzierungen (Jahr, Titel, Platzierungen, Wochen, Auszeichnungen, Anmerkungen) | Anmerkungen                                                   |
| Jahr | Titel                              | JP | Anmerkungen                                                   |
| ---- | ---------------------------------- | --- | ------------------------------------------------------------- |
| 2002 | Our Style                          | JP5 Gold · (51 Wo.)JP | Erstveröffentlichung: 6. März 2002 Verkäufe: + 100.000        |
| 2003 | Styles of Beyond                   | JP1 Platin · (80 Wo.)JP | Erstveröffentlichung: 13. Februar 2003 Verkäufe: + 250.000    |
| 2003 | Exile Entertainment                | JP1 Diamant · (58 Wo.)JP | Erstveröffentlichung: 3. Dezember 2003 Verkäufe: + 1.000.000  |
| 2006 | Asia                               | JP1 ×3Dreifachplatin · (47 Wo.)JP | Erstveröffentlichung: 29. März 2006 Verkäufe: + 750.000       |
| 2007 | Exile Evolution                    | JP1 ×3Dreifachplatin · (97 Wo.)JP | Erstveröffentlichung: 7. März 2007 Verkäufe: + 750.000        |
| 2007 | Exile Love                         | JP1 Diamant · (62 Wo.)JP | Erstveröffentlichung: 12. Dezember 2007 Verkäufe: + 1.000.000 |
| 2009 | Ai Subeki Mirai e (愛すべき未来へ) | JP1 Diamant + Platin (Digital) · (67 Wo.)JP                                                                                             | Erstveröffentlichung: 2. Dezember 2009 Verkäufe: + 1.250.000  |
| 2011 | Negai no Tō (願いの塔)             | JP1 Diamant · (60 Wo.)JP | Erstveröffentlichung: 9. März 2011 Verkäufe: + 1.000.000      |
| 2012 | Exile Japan / Solo                 | JP1 ×3Dreifachplatin · (47 Wo.)JP | Erstveröffentlichung: 1. Januar 2012 Verkäufe: + 750.000      |
| 2015 | 19: Road to Amazing World          | JP1 Platin · (43 Wo.)JP | Erstveröffentlichung: 25. März 2015 Verkäufe: + 250.000       |
| 2018 | Star of Wish                       | JP1 Gold · (30 Wo.)JP | Erstveröffentlichung: 25. Juli 2018 Verkäufe: + 100.000       |
| 2022 | Phoenix                            | JP6 (17 Wo.)JP | Erstveröffentlichung: 1. Januar 2022                          |
| 2022 | Power of Wish                      | JP3 (11 Wo.)JP | Erstveröffentlichung: 7. Dezember 2022                        |

### Kompilationen
| Jahr | Titel                                        | Höchstplatzierung, Gesamtwochen, AuszeichnungChartsChartplatzierungen (Jahr, Titel, Platzierungen, Wochen, Auszeichnungen, Anmerkungen) | Anmerkungen                                                  |
| Jahr | Titel                                        | JP | Anmerkungen                                                  |
| ---- | -------------------------------------------- | --- | ------------------------------------------------------------ |
| 2004 | Heart of Gold: Street Future Opera Beat Pops | JP1 (15 Wo.)JP | Erstveröffentlichung: 29. September 2004                     |
| 2005 | Perfect Best                                 | JP1 Diamant · (193 Wo.)JP | Erstveröffentlichung: 1. Januar 2005 Verkäufe: + 1.000.000   |
| 2008 | Exile Catchy Best                            | JP1 Diamant · (97 Wo.)JP | Erstveröffentlichung: 26. März 2008 Verkäufe: + 1.000.000    |
| 2008 | Exile Entertainment Best                     | JP1 ×3Dreifachplatin · (49 Wo.)JP | Erstveröffentlichung: 23. Juli 2008 Verkäufe: + 750.000      |
| 2008 | Exile Ballad Best                            | JP1 ×2Doppeldiamant · (153 Wo.)JP | Erstveröffentlichung: 3. Dezember 2008 Verkäufe: + 2.000.000 |
| 2009 | Exile Perfect Year 2008 Ultimate Best Box    | JP27 (4 Wo.)JP | Erstveröffentlichung: 25. März 2009                          |
| 2012 | Exile Best Hits: Love Side / Soul Side       | JP1 ×3Dreifachplatin · (87 Wo.)JP | Erstveröffentlichung: 5. Dezember 2012 Verkäufe: + 750.000   |
| 2016 | Extreme Best                                 | JP2 Platin · (23 Wo.)JP | Erstveröffentlichung: 27. September 2016 Verkäufe: + 250.000 |

### Remixalben
| Jahr | Titel                       | Höchstplatzierung, Gesamtwochen, AuszeichnungChartsChartplatzierungen (Jahr, Titel, Platzierungen, Wochen, Auszeichnungen, Anmerkungen) | Anmerkungen                                                  |
| Jahr | Titel                       | JP | Anmerkungen                                                  |
| ---- | --------------------------- | --- | ------------------------------------------------------------ |
| 2003 | The Other Side of Ex Vol. 1 | JP5 Gold · (13 Wo.)JP | Erstveröffentlichung: 10. September 2003 Verkäufe: + 100.000 |

## Singles

### Als Leadmusiker
| Jahr | Titel Album | Höchstplatzierung, Gesamtwochen, AuszeichnungChartsChartplatzierungen (Jahr, Titel, Album, Platzierungen, Wochen, Auszeichnungen, Anmerkungen) | Anmerkungen |
| Jahr | Titel Album | JP | Anmerkungen |
| ---- | --- | --- | --- |
| 2001 | Your Eyes Only: Aimai na Boku no Katachi (Your eyes only ~曖昧なぼくの輪郭~) Our Style                                      | JP4 Gold + Gold (Digital) · (17 Wo.)JP | Erstveröffentlichung: 12. Dezember 2001 Verkäufe: + 200.000 |
| 2001 | Style Our Style | JP11 (10 Wo.)JP | Erstveröffentlichung: 12. Dezember 2001 |
| 2002 | Fly Away Our Style | JP18 (3 Wo.)JP | Erstveröffentlichung: 20. Februar 2002 |
| 2002 | Song for You Styles of Beyond                                                                                               | JP6 Gold (Mobile Downloads) · (7 Wo.)JP | Erstveröffentlichung: 17. April 2002 Verkäufe: + 100.000 |
| 2002 | Cross: Never Say Die Styles of Beyond                                                                                       | JP13 Gold · (5 Wo.)JP | Erstveröffentlichung: 7. August 2002 Verkäufe: + 100.000 |
| 2002 | Ex-Style: Kiss You Styles of Beyond                                                                                         | JP6 Gold · (12 Wo.)JP | Erstveröffentlichung: 13. November 2002 Verkäufe: + 100.000 |
| 2003 | We Will: Ano Basho de (We Will ~あの場所で~) (Original Mix) Styles of Beyond                                                | JP16 Gold (Digital) · (6 Wo.)JP | Erstveröffentlichung: 5. Februar 2003 Verkäufe: + 100.000 |
| 2003 | Breezin': Together Exile Entertainment                                                                                      | JP2 Platin + Gold (Digital) · (31 Wo.)JP | Erstveröffentlichung: 28. Mai 2003 · Verkäufe: + 850.000 · + JP: ×2Doppelplatin (Klingelton)                                                                            |
| 2003 | Let Me Luv U Down Exile Entertainment                                                                                       | JP3 Gold · (8 Wo.)JP | Erstveröffentlichung: 9. Juli 2003 Verkäufe: + 100.000 mit Zeebra und Maccho                                                                                            |
| 2003 | Choo Choo Train Exile Entertainment                                                                                         | JP2 Platin + Platin (Digital) · (23 Wo.)JP | Erstveröffentlichung: 6. November 2003 · Verkäufe: + 1.000.000 · + JP: ×2Doppelplatin (Klingelton)                                                                      |
| 2003 | Eternal… Exile Entertainment                                                                                                | JP7 Gold (Digital) · (5 Wo.)JP | Erstveröffentlichung: 12. November 2003 Verkäufe: + 100.000 |
| 2003 | Kizuna Exile Entertainment                                                                                                  | JP5 (4 Wo.)JP | Erstveröffentlichung: 19. November 2003 |
| 2003 | O’ver Exile Entertainment                                                                                                   | JP7 Gold (Mobile Downloads) · (4 Wo.)JP | Erstveröffentlichung: 27. November 2003 Verkäufe: + 100.000 |
| 2004 | Carry On / Unmei no Hito (Carry On / 運命のヒト) Perfect Best                                                               | JP2 Platin + Platin (Mobile Downloads) · (22 Wo.)JP                                                                                            | Erstveröffentlichung: 12. Mai 2004 Verkäufe: + 500.000 |
| 2004 | Real World Perfect Best | JP1 Gold · (10 Wo.)JP | Erstveröffentlichung: 30. Juni 2004 Verkäufe: + 100.000 |
| 2004 | Heart of Gold Perfect Best                                                                                                  | JP4 Gold · (8 Wo.)JP | Erstveröffentlichung: 18. August 2004 Verkäufe: + 100.000 |
| 2004 | Hero Perfect Best | JP2 Platin + Gold (Digital) · (10 Wo.)JP | Erstveröffentlichung: 1. Dezember 2004 · Verkäufe: + 850.000 · + JP: ×2Doppelplatin (Klingelton)                                                                        |
| 2005 | Scream Asia | JP1 ×2Doppelplatin + Gold (Digital) · (28 Wo.)JP                                                                                               | Erstveröffentlichung: 20. Juli 2005 · Verkäufe: + 1.350.000; mit Glay · + JP: ×3Dreifachplatin (Klingelton)                                                             |
| 2005 | Exit Asia | JP2 Platin · (22 Wo.)JP | Erstveröffentlichung: 24. August 2005 Verkäufe: + 250.000 |
| 2005 | Tada… Aitakute (ただ…逢いたくて) Asia                                                                                       | JP1 ×2×3Doppelplatin + Dreifachplatin (Digital) · (18 Wo.)JP                                                                                   | Erstveröffentlichung: 14. Dezember 2005 · Verkäufe: + 1.250.000; + JP: Gold (Streaming)                                                                                 |
| 2006 | Yes! Asia | JP1 Gold · (7 Wo.)JP | Erstveröffentlichung: 1. März 2006 Verkäufe: + 100.000 |
| 2006 | Won’t Be Long Exile Evolution                                                                                               | JP— Gold (Digital)JP | Erstveröffentlichung: 22. November 2006 Verkäufe: + 100.000 feat. Never Land                                                                                            |
| 2006 | Everything Exile Evolution                                                                                                  | JP2 Gold + Platin (Digital) · (13 Wo.)JP | Erstveröffentlichung: 6. Dezember 2006 · Verkäufe: + 850.000 · + JP: ×2Doppelplatin (Klingelton)                                                                        |
| 2007 | Lovers Again Exile Evolution                                                                                                | JP2 ×2Platin + Doppeldiamant (Klingelton) · (33 Wo.)JP                                                                                         | Erstveröffentlichung: 17. Januar 2007 · Verkäufe: + 3.500.000 · + JP: Diamant (Mobile Downloads), + JP: Platin (Downloads), + JP: Gold (Streaming)                      |
| 2007 | Michi (道) Exile Evolution                                                                                                  | JP1 Gold + Diamant (Digital) · (5 Wo.)JP | Erstveröffentlichung: 14. Februar 2007 · Verkäufe: + 2.100.000 · + JP: Diamant (Klingelton), + JP: Gold (Streaming)                                                     |
| 2007 | Summer Time Love Exile Love                                                                                                 | JP3 Gold + Platin (Digital) · (17 Wo.)JP | Erstveröffentlichung: 16. Mai 2007 · Verkäufe: + 850.000 · + JP: ×2Doppelplatin (Klingelton)                                                                            |
| 2007 | Toki no Kakera / 24 Karats: Type Ex (時の描片 ~トキノカケラ~) / 24karats -type EX- Exile Love                               | JP2 ×2Gold + Doppelplatin (Digital) · (15 Wo.)JP                                                                                               | Erstveröffentlichung: 29. August 2007 Verkäufe: + 600.000 |
| 2007 | I Believe Exile Love | JP3 ×3Gold + Dreifachplatin (Digital) · (11 Wo.)JP                                                                                             | Erstveröffentlichung: 21. November 2007 · Verkäufe: + 1.850.000 · + JP: Diamant (Klingelton)                                                                            |
| 2008 | Pure / You’re My Sunshine Exile Catchy Best                                                                                 | JP2 Gold + Gold (Digital) · (10 Wo.)JP | Erstveröffentlichung: 27. Februar 2008 · Verkäufe: + 1.550.000 · + JP: ×3Dreifachplatin (Klingelton) , + JP: ×2Doppelplatin (Mobile Downloads) , + JP: Gold (Downloads) |
| 2008 | The Birthday: Ti Amo Exile Ballad Best                                                                                      | JP1 ×2Platin + Doppeldiamant (Digital) · (28 Wo.)JP                                                                                            | Erstveröffentlichung: 24. September 2008 · Verkäufe: + 3.250.000 · + JP: Diamant (Klingelton), + JP: Gold (Streaming)                                                   |
| 2008 | Last Christmas Exile Ballad Best                                                                                            | JP1 ×2Platin + Doppelplatin (Klingelton) · (6 Wo.)JP                                                                                           | Erstveröffentlichung: 26. November 2008 · Verkäufe: + 2.500.000 · + JP: Platin (Mobile Downloads)                                                                       |
| 2009 | The Monster: Someday Ai Subeki Mirai e (愛すべき未来へ)                                                                     | JP1 ×2Platin + Doppelplatin (Digital) · (32 Wo.)JP                                                                                             | Erstveröffentlichung: 15. April 2009 · Verkäufe: + 1.500.000 · + JP: ×3Dreifachplatin (Klingelton)                                                                      |
| 2009 | The Hurricane: Fireworks Ai Subeki Mirai e (愛すべき未来へ)                                                                 | JP1 Platin + Platin (Digital) · (18 Wo.)JP | Erstveröffentlichung: 22. Juli 2009 · Verkäufe: + 1.000.000 · + JP: ×2Doppelplatin (Klingelton)                                                                         |
| 2009 | The Generation: Futatsu no Kuchibiru (The Generation ~ふたつの唇~) Ai Subeki Mirai e (愛すべき未来へ)                       | JP2 ×2Platin + Doppeldiamant (Klingelton) · (17 Wo.)JP                                                                                         | Erstveröffentlichung: 11. November 2009 · Verkäufe: + 3.500.000 · + JP: Diamant (Mobile Downloads), + JP: Platin (Downloads)                                            |
| 2010 | Fantasy Negai no Tō (願いの塔)                                                                                              | JP1 ×2Doppelplatin · (34 Wo.)JP | Erstveröffentlichung: 9. Juni 2010 Verkäufe: + 500.000 |
| 2010 | Motto Tsuyoku (もっと強く) Negai no Tō (願いの塔)                                                                           | JP1 Platin + Diamant (Digital) · (19 Wo.)JP | Erstveröffentlichung: 15. September 2010 · Verkäufe: + 2.500.000 · + JP: Diamant (Klingelton), + JP: Platin (Downloads)                                                 |
| 2010 | I Wish for You Negai no Tō (願いの塔)                                                                                       | JP2 Platin + Diamant (Digital) · (27 Wo.)JP | Erstveröffentlichung: 6. Oktober 2010 · Verkäufe: + 1.750.000 · + JP: ×2Doppelplatin (Klingelton)                                                                       |
| 2011 | Each Other’s Way: Tabi no Tochuu (Each Other’s Way ~旅の途中) Negai no Tō (願いの塔)                                        | JP1 Gold + Platin (Digital) · (9 Wo.)JP | Erstveröffentlichung: 9. Februar 2011 Verkäufe: + 350.000 |
| 2011 | Rising Sun / Itsuka Kitto… (Rising Sun / いつかきっと...) Exile Japan                                                       | JP1 Gold + Diamant (Digital) · (29 Wo.)JP | Erstveröffentlichung: 14. September 2011 · Verkäufe: + 1.650.000; als Exile / Exile Atsushi · + JP: ×2Doppelplatin (Klingelton)                                         |
| 2011 | Anata e / Ooo Baby (あなたへ / Ooo Baby) Exile Japan                                                                        | JP2 Gold + Platin (Mobile Downloads) · (11 Wo.)JP                                                                                              | Erstveröffentlichung: 23. November 2011 · Verkäufe: + 850.000; als Exile / Exile Atsushi · + JP: ×2Doppelplatin (Downloads)                                             |
| 2012 | All Night Long Exile Best Hits: Love Side / Soul Side                                                                       | JP1 Gold + Gold (Downloads) · (14 Wo.)JP | Erstveröffentlichung: 20. Juni 2012 Verkäufe: + 200.000 |
| 2012 | Bow & Arrows Exile Best Hits: Love Side / Soul Side                                                                         | JP2 Gold · (11 Wo.)JP | Erstveröffentlichung: 25. Juli 2012 Verkäufe: + 100.000 |
| 2013 | Exile Pride: Konna Sekai wo Aisuru Tame (Exile Pride ~こんな世界を愛するため~) 19: Road to Amazing World                    | JP1 ×3Dreifachplatin + Platin (Digital) · (37 Wo.)JP                                                                                           | Erstveröffentlichung: 3. April 2013 Verkäufe: + 1.000.000 |
| 2013 | Flower Song 19: Road to Amazing World                                                                                       | JP2 Gold + Gold (Downloads) · (9 Wo.)JP | Erstveröffentlichung: 19. Juni 2013 Verkäufe: + 200.000 |
| 2013 | No Limit 19: Road to Amazing World                                                                                          | JP2 Gold + Gold (Downloads) · (12 Wo.)JP | Erstveröffentlichung: 25. September 2013 Verkäufe: + 200.000 |
| 2014 | New Horizon 19: Road to Amazing World                                                                                       | JP1 Gold · (20 Wo.)JP | Erstveröffentlichung: 23. Juli 2014 Verkäufe: + 100.000 |
| 2015 | Jōnetsu no Hana (情熱の花) 19: Road to Amazing World                                                                        | JP2 (7 Wo.)JP | Erstveröffentlichung: 4. März 2015 |
| 2015 | 24Karats Gold Soul Extreme Best                                                                                             | JP3 Gold · (22 Wo.)JP | Erstveröffentlichung: 19. August 2015 Verkäufe: + 100.000 |
| 2015 | Ki-Mi-Ni-Mu-Chu Extreme Best                                                                                                | JP2 Gold + Platin (Digital) · (15 Wo.)JP | Erstveröffentlichung: 9. Dezember 2015 Verkäufe: + 350.000 |
| 2016 | Joy-ride: Kanki no Drive (Joy-ride ~歓喜のドライブ~) Extreme Best                                                           | JP2 Gold · (7 Wo.)JP | Erstveröffentlichung: 17. August 2016 Verkäufe: + 100.000 |
| 2018 | Party All Night Star of Wish                                                                                                | — | Erstveröffentlichung: 2. Februar 2018 |
| 2018 | Melody Star of Wish | — | Erstveröffentlichung: 2. März 2018 |
| 2018 | My Star Star of Wish | — | Erstveröffentlichung: 6. April 2018 |
| 2018 | Turn Back Time Star of Wish                                                                                                 | — | Erstveröffentlichung: 4. Mai 2018 |
| 2018 | Awakening Star of Wish | — | Erstveröffentlichung: 1. Juni 2018 |
| 2018 | Step Up Star of Wish | — | Erstveröffentlichung: 6. Juli 2018 |
| 2019 | Love of History Power of Wish                                                                                               | — | Erstveröffentlichung: 3. Januar 2019 |
| 2020 | Ai no Tame ni (For love, for a child) / Shunkan Eternal (愛のために (For love, for a child) / 瞬間エターナル) Power of Wish | — | Erstveröffentlichung: 1. Januar 2020 als Exile / Exile the Second |
| 2020 | Sunshine Power of Wish | JP3 (17 Wo.)JP | Erstveröffentlichung: 16. Dezember 2020 |
| 2021 | Paradox Phoenix | JP7 (8 Wo.)JP | Erstveröffentlichung: 27. April 2021 |
| 2021 | One Nation Phoenix | — | Erstveröffentlichung: 27. Mai 2021 |
| 2021 | Havana Love Phoenix | — | Erstveröffentlichung: 1. Juli 2021 |
| 2022 | Be the One Power of Wish | — | Erstveröffentlichung: 27. Mai 2022 |
| 2022 | Power of Wish | — | Erstveröffentlichung: 1. Juli 2022 |

### Als Gastmusiker
| Jahr | Titel Album               | Höchstplatzierung, Gesamtwochen, AuszeichnungChartsChartplatzierungen (Jahr, Titel, Album, Platzierungen, Wochen, Auszeichnungen, Anmerkungen) | Anmerkungen                                                                                                 |
| Jahr | Titel Album               | JP | Anmerkungen                                                                                                 |
| ---- | ------------------------- | --- | --- |
| 2006 | Won’t Be Long –           | JP2 Platin + Platin (Digital) · (24 Wo.)JP | Erstveröffentlichung: 21. November 2006 · Verkäufe: + 1.500.000; mit Kumi Kōda · + JP: Diamant (Klingelton) |
| 2012 | 24 Karats Tribe of Gold – | JP2 Platin + Gold (Mobile Downloads) · (14 Wo.)JP                                                                                              | Erstveröffentlichung: 5. September 2012 · Verkäufe: + 450.000; als Exile Tribe · + JP: Gold (Downloads)     |

## Videoalben
| Jahr | Titel                                                      | Höchstplatzierung, Gesamtwochen, AuszeichnungChartsChartplatzierungen (Jahr, Titel, Platzierungen, Wochen, Auszeichnungen, Anmerkungen) | Anmerkungen                                                     |
| Jahr | Titel                                                      | JP | Anmerkungen                                                     |
| ---- | ---------------------------------------------------------- | --- | --------------------------------------------------------------- |
| 2004 | Exile Live Tour 2004 ‘Exile Entertainment’                 | JP4 Gold · (49 Wo.)JP | Erstveröffentlichung: 29. Dezember 2004 Verkäufe: + 100.000     |
| 2005 | Zoo⇒Jsb⇒Exile                                              | JP22 (4 Wo.)JP | Erstveröffentlichung: 6. Juli 2005                              |
| 2006 | Live Tour 2005 ～Perfect Live “Asia”～                     | JP1 Gold · (76 Wo.)JP | Erstveröffentlichung: 29. März 2006 Verkäufe: + 100.000         |
| 2007 | Exile Live Tour 2007 Exile Evolution                       | JP3 Platin · (85 Wo.)JP | Erstveröffentlichung: 17. Oktober 2007 Verkäufe: + 250.000      |
| 2009 | Exile Live Tour “Exile Perfect Live 2008”                  | JP1 Platin · (46 Wo.)JP | Erstveröffentlichung: 18. März 2009 Verkäufe: + 250.000         |
| 2009 | Exile Live Tour 2009 “The Monster”                         | JP2 Platin · (55 Wo.)JP | Erstveröffentlichung: 28. Oktober 2009 Verkäufe: + 250.000      |
| 2009 | Exile Generation Season2                                   | JP75 (3 Wo.)JP | Erstveröffentlichung: 16. Dezember 2009 als Box und Special Box |
| 2010 | Exile Generation クリスマスSP                              | JP25 (2 Wo.)JP | Erstveröffentlichung: 14. April 2010                            |
| 2010 | Exile Generation Season 3                                  | JP14 (2 Wo.)JP | Erstveröffentlichung: 14. April 2010                            |
| 2010 | Exile Generation Season 4                                  | JP16 (2 Wo.)JP | Erstveröffentlichung: 14. April 2010                            |
| 2010 | Exile Live Tour 2010 Fantasy                               | JP1 Platin · (62 Wo.)JP | Erstveröffentlichung: 1. Dezember 2010 Verkäufe: + 250.000      |
| 2011 | Exile Generation Season 5                                  | JP16 (3 Wo.)JP | Erstveröffentlichung: 26. Januar 2011                           |
| 2012 | Exile Live Tour 2011 Tower Of Wish ～願いの塔～            | JP1 Platin · (57 Wo.)JP | Erstveröffentlichung: 14. März 2012 Verkäufe: + 250.000         |
| 2012 | Exile Live Tour 2012 Tower Of Wish                         | JP1 Platin · (48 Wo.)JP | Erstveröffentlichung: 17. Oktober 2012 Verkäufe: + 250.000      |
| 2013 | Exile Live Tour 2013 “Exile Pride”                         | JP1 Gold · (31 Wo.)JP | Erstveröffentlichung: 16. Oktober 2013 Verkäufe: + 100.000      |
| 2014 | Exile Live Tour 2013 “Exile Pride” 9.27 Final              | JP1 Gold · (42 Wo.)JP | Erstveröffentlichung: 31. März 2014 Verkäufe: + 100.000         |
| 2016 | Exile Live Tour 2015 “Amazing World”                       | JP1 Gold · (32 Wo.)JP | Erstveröffentlichung: 13. April 2016 Verkäufe: + 100.000        |
| 2019 | Exile Live Tour 2018-2019 “Star Of Wish”                   | JP1 Gold · (38 Wo.)JP | Erstveröffentlichung: 31. Juli 2019 Verkäufe: + 100.000         |
| 2022 | Exile Tribe Live Tour 2021 “Rising Sun To The World”       | JP2 (22 Wo.)JP | Erstveröffentlichung: 9. März 2022                              |
| 2022 | Exile 20th Anniversary Exile Live Tour 2021 “Red Phoenix”  | JP1 (8 Wo.)JP | Erstveröffentlichung: 31. August 2022                           |
| 2023 | Exile Live Tour 2022 “Power Of Wish” ～Christmas Special～ | JP3 (12 Wo.)JP | Erstveröffentlichung: 29. November 2023                         |

## Boxsets
| Jahr | Titel                                    | Höchstplatzierung, Gesamtwochen, AuszeichnungChartsChartplatzierungen (Jahr, Titel, Platzierungen, Wochen, Auszeichnungen, Anmerkungen) | Anmerkungen                         |
| Jahr | Titel                                    | JP | Anmerkungen                         |
| ---- | ---------------------------------------- | --- | ----------------------------------- |
| 2004 | Appreciation to the Million Breakthrough | — | Erstveröffentlichung: 31. März 2004 |

## Statistik

### Chartauswertung
|                     | JP     |
| ------------------- | ------ |
| Nummer-eins-Alben   | JP15JP |
| Top-10-Alben        | JP19JP |
| Alben in den Charts | JP19JP |

|                       | JP     |
| --------------------- | ------ |
| Nummer-eins-Singles   | JP16JP |
| Top-10-Singles        | JP50JP |
| Singles in den Charts | JP53JP |

|                          | JP     |
| ------------------------ | ------ |
| Nummer-eins-Videoalben   | JP10JP |
| Top-10-Videoalben        | JP15JP |
| Videoalben in den Charts | JP21JP |

### Auszeichnungen für Musikverkäufe
| Goldene Schallplatte - Japan - 2008: für das Lied Choo Choo Train (Exile Catchy Best) (Mobile Downloads) - 2008: für das Lied Super Shine (Mobile Downloads) - 2008: für das Lied ただ・・・逢いたくて (Exile Ballad Best) (Mobile Downloads) - 2014: für das Lied 永遠 (Digital) - 2014: für das Lied Holy Night (Digital) - 2014: für das Lied Evolution (Digital) - 2014: für das Lied One Love (Digital) - 2014: für das Lied 変わらないモノ (Digital) - 2014: für das Lied Never Lose (Digital) - 2014: für das Lied We Will～あの場所で～ (Exile Ballad Best) (Digital) - 2014: für das Lied ただ・・・逢いたくて (Ballad Best Version) (Digital) - 2014: für das Lied The Next Door (Digital) - 2014: für das Lied Angel (Digital) - 2014: für das Lied If ～I know (Digital) - 2014: für das Lied Victory (Downloads) - 2016: für das Lied Happy Birthday (Digital) - 2017: für das Lied 羽1/2 (Digital) | Platin-Schallplatte - Japan - 2011: für das Lied M＆A (Mobile Downloads) - 2011: für das Lied 真夏の果実 (Mobile Downloads) - 2011: für das Lied 僕へ (Mobile Downloads) - 2013: für das Lied Victory (Digital) - 2014: für das Lied 君がいるから (Digital) - 2014: für das Lied 響 ～Hibiki～ (Digital) - 2014: für das Lied Heavenly White (Digital) 2× Platin-Schallplatte - Japan - 2007: für den Ringtone 時の描片～トキノカケラ～ - 2010: für den Ringtone Victory - 2014: für das Lied 時の描片～トキノカケラ～ (Digital) - 2014: für das Lied 優しい光 (Digital) | 3× Platin-Schallplatte - Japan - 2009: für den Ringtone 優しい光 - 2014: für das Lied ただ・・・逢いたくて (Digital) Diamantene Schallplatte - Japan - 2006: für den Ringtone ただ・・・逢いたくて (Ballad Best Version) - 2011: für den Ringtone 銀河鉄道999 - 2017: für das Lied 銀河鉄道999 (Digital) |

Anmerkung: Auszeichnungen in Ländern aus den Charttabellen bzw. Chartboxen sind in ebendiesen zu finden.
| Land/RegionAuszeichnungen für Musikverkäufe (Land/Region, Auszeichnungen, Verkäufe, Quellen) | Gold       | Platin         | Diamant       | Verkäufe   | Quellen            |
| -------------------------------------------------------------------------------------------- | ---------- | -------------- | ------------- | ---------- | ------------------ |
| Japan (RIAJ)                                                                                 | 70× Gold70 | 125× Platin125 | 28× Diamant28 | 66.550.000 | riaj.or.jp JP2 JP3 |
| Insgesamt                                                                                    | 70× Gold70 | 125× Platin125 | 28× Diamant28 |            |                    |